# Академическая гребля в Азербайджане
Академическая гребля Азербайджана (азерб. Akademik avarçəkmə) — вид спорта в Азербайджане.

## Общие сведения
После развала СССР на протяжении двух десятилетий академическая гребля в Азербайджане находилась в состоянии упадка.
Некогда считавшаяся самой лучшей гребной базой во всём СССР гребная база Кюр (г. Мингечевир) была практически полностью уничтожена. О существовании данного вида спорта забыли на долгие годы.
В 2007 году началось возрождение всего гребного спорта. За год существования новой гребной федерации Азербайджана были восстановлены и сданы в эксплуатацию две гребные базы в городах Баку и Мингечевире. Были созданы условия для проведения полноценных тренировок и специвльных занятий.
Функционирует заново отстроенный гребной бассейн, отвечающий мировым стандартам.
Федерация гребли Азербайджана располагает современным оборудованием для качественной подготовки спортсменов.

Бассейн олимпийского центра Кюр

## Соревнования
- Чемпионат Азербайджана проводится с целью отбора членов в сборную команду Азербайджана.
- Кубок Президента — регата, учреждённая памяти экс-президента Азербайджанской Республики Гейдара Алиева[4]
- Мингечевирская регата — осенняя регата[5]

## I Европейские игры
В центре Кюр были организованы соревнования по гребле на байдарках и каноэ в рамках первых Европейских игр 2015.

## Кубок Президента
Международная регата по гребле «Кубок Президента» учреждена в 2007 году. Проводится на гребной базе Кюр.
В 2023 и 2024 годах кубок был включён в официальный календарь Европейской ассоциации каноэ.

### 2024
Кубок Президента 2024 прошёл в с 30 апреля по 3 мая. В кубке приняли участие 30 команд из 20 стран, в том числе Болгарии, Хорватии, Эстонии, Грузии, Германии, Греции, Венгрии, Казахстана, Кыргызстана, Латвии, Литвы, Молдовы, Польши, Сербии, Словении, Испании, Таджикистана, Турции, Украины и Узбекистана.
30 апреля состоялся официальный парад регаты.
На Суговушанском водохранилище 1 мая состоялись заплывы на байдарках и каноэ на дистанции 200 и 500 метров.
2 — 3 мая в центре Кюр прошли соревнования на байдарках, каноэ и академических лодках.

## Чемпионат Азербайджана
3 — 4 сентября 2024 года пройдёт чемпионат Азербайджана по академической гребле, байдаркам и каноэ.

## Мингечевирская регата
Мингечевирская регата 2024 состоится с 16 по 18 октября в Физули на Кенделанчайском водохранилище и в центре Кюр. В турнире примут участие около 100 спортсменов из 12 стран, в том числе Эстонии, Грузии, Италии, Венгрии, Казахстана, Литвы, Молдовы, Польши, Турции, Украины, Узбекистана, Азербайджана.

## Тренеры
Тренеры по академической гребле работавшие в Баку и Мингечауре (с 1965 по 1990) (ФИО , город, годы работы):
- Агаларов Ильгар (Мингечаур)
- Аксютина Ольга (Баку)
- Алиев Гусеин Самедович (Баку) 1972—1992
- Барабанов Александр Васильевич (Баку)
- Виляйкина Раиса (Баку) 1968—1970
- Воропаев Федор Николаевич (Баку) 1965—1975
- Гасанов Парвиз Хосроевич (Баку) 1965—1980
- Глушков Юрий Владимирович (Баку)
- Голубев Валерий Семенович (Мингечаур)
- Давидянц Эдуард Хуршудович (Баку) 1985—1989
- Джафаров Тарлан (Баку)
- Добрыдень Валерий (Мингечаур) 1976—1979
- Дудин Сергей (Баку)
- Дъяконов Владимир (Баку)
- Зинаидов Шамиль (Баку)
- Илатовский Валерий Васильевич (Мингечаур)
- Качанов Владимир Иванович (Баку)
- Кокин Александр (Мингечаур)
- Комарова Любовь Викторовна (Баку)
- Курбанов Курбан (Баку)
- Любимов Николай Павлович (Баку) 1985 −1989
- Макашин Александр Владимирович (Баку) 1976—1990
- Мамед-заде Яшар (Мингечаур)
- Мамедов Айдын Мамедович (Баку) 1965—1980
- Мамедов Самир Тельманович (Баку)
- Мамедов Фазиль (Мингечаур)
- Маслов Владимир (Баку)
- Масловский Павел Иосифович (Баку)
- Минеева Валентина (Баку)
- Омельченко Николай Калинович (Баку)
- Осипова Элина Валерьевна (Баку)
- Парфенов Владимир (Мингечаур)
- Пахомов Петр Алексеевич (Мингечаур) 1971—1973
- Пашаев Рафаил (Баку)
- Прохоров Геннадий (Мингечаур)
- Рагимов Эльдар (Баку)
- Сараби Джавид (Баку)
- Сачков Виктор (Баку)
- Стремилов Олег Анатольевич (Мингечаур)
- Талыбов Сейфулла
- Ткачук Виктор Андреевич (Баку) 1967—1977
- Фролов Юрий Андреевич (Мингечаур) 1976—1980
- Челябин Олег (Баку)
- Эйвазов Абульфаз Эйюбович (Баку)
- Ужегова Елена Владиленовна (Мингечаур) 1986—1989